# 문경 조령 관문
문경 조령 관문(聞慶 鳥嶺 關門, 영어: Gates of Joryeong Path, Mungyeong)은 대한민국 경상북도 문경시 문경읍, 문경새재에 있는 조선시대의 관문이다. 제1·제2·제3관문 및 부속성벽을 통틀어 말한다. 1966년 3월 22일 대한민국의 사적 제147호로 지정되었다.

## 현지 안내문
영남지방과 서울간의 관문이자 군사적 요새지이다. 이곳은 고려 초부터 조령이라 불리면서 중요한 교통로로 자리잡았다.
조선 선조 2년(1592) 임진왜란 때 왜장 고니시 유끼나가가 경주에서 북상해오는 가토 기요마사의 군사와 합류했을 정도로 군사적으로 중요한 지점이었다. 이 때 조정에서는 이곳을 지킬 것이라 생각했지만 신립장군은 조령에서 왜군을 막지 못하고 충주 탄금대에서 왜병을 맞서 싸우다가 패하고 말았다.
그 뒤 조정에서는 이 실책을 크게 후회해 조령에 대대적으로 관문을 설치할 것을 꾸준히 논의하다가 숙종 34년(1708)에 이르러서야 3개의 관문을 완성했다. 문경에서 충주로 통하는 제1관문을 주흘관, 제2관문을 조동문 혹은 조곡관, 제3관문을 조령관이라 한다.
조동문은 조선 선조 25년(1592) 임진왜란 후 신충원이 이곳에 성을 쌓은 후부터 중요한 교통로가 되었다. 숙종 34년(1708)에 조령산성을 쌓을 때 매바위 북쪽에 있던 옛 성을 고쳐 쌓고, 중성을 삼아 관문을 조곡관이라 했다. 현재의 시설은 페허가 된 것을 복원한 것이다.
※(문경관문 → 문경 조령 관문)으로 명칭변경 (2011.07.28 고시)

## 제1관문 (주흘관)
경상북도 문경시 문경읍 상초리. 사적 제147호. 새재 입구에 있는 성문이다. 숙종 34년(1708)에 축조하였고, 영조 때에 조령진이 설치되어 문경현감이 수성장을 겸하였다. 한말 항일의병전쟁 때에 일본군이 불태웠던 문루를 1922년에 다시 지었다.
주흘관은 정면 3칸, 측면 2칸, 협문이 2개가 있고 팔작지붕이며 홍예문은 높이가 3.6m, 폭 3.4m, 길이 5.4m이고, 대문의 높이는 3.6m, 폭 3.56m, 두께 11cm이다. 좌우의 석성은 높이 4.5m, 폭 3.4mm, 길이 188m이고, 부속산성은 높이가 1∼3m, 폭 2∼4m, 길이는 동측이 500m, 서쪽이 400m이다. 개울물을 흘려 보내는 수구문이 있으며 3개의 관문 중 가장 옛 모습을 지니고 있다.

## 제2관문 (조곡관)
선조 27년(1594)에 충주인 신충원이 축성하였다. 숙종조에 관방을 설치할 때 옛 성을 개축하였으나 관은 영성(3관문)과 초곡성(1관문)에만 설치하고 이 곳에는 조동문을 설치하였다. 1907년 훼손되어 1978년에 복원하고 문루를 옛 이름 '조동문'이라 하지 않고 조곡관이라 개칭하였다.
누각은 정면 3칸, 측면 2칸이며 좌우에 협문이 2개가 있고 팔작지붕이며 홍예문은 높이 3.6m, 길이 65.8m이다. 대문의 높이는 3.6m, 폭 3.56m, 두께 11cm이다. 좌우의 석성 높이는 4,5m, 폭 3,3mm, 길이 73m이고, 좌우에 부속된 산성의 높이는 2m, 폭 2∼3m, 길이는 동측이 400m, 서측이 100m이다.

## 제3관문 (조령관)
새재 정상에 북쪽의 적을 막기 위해 선조 때 쌓고 숙종 초(숙종 34년:1708)에 중창하였다. 1907년에 훼손되어 육축만 남고 불탄 것을 1976년에 홍예문과 석성, 그리고 누각을 복원했다. 조령관을 기준으로 남쪽은 문경 지역이고 북쪽은 충주 지역이다. 이곳에서 북쪽으로는 마폐봉을 지나 북암·동암문·부봉·주흘산으로 가고 남쪽으로는 깃대봉·조령산 공산진·이화령으로 이어진다.
정면 3칸, 측면 2칸이며 좌우에 협문이 2개가 있고 팔작지붕이다. 홍예문은 높이 3.88m, 폭 2.98m, 길이 6.12m이며, 좌우의 석성 높이는 4,5m, 폭 3,2mm, 길이 185m이고, 부속산성의 높이는 2∼3m, 폭 2∼3m, 길이는 동측이 400m, 서측이 400m이며 대문의 높이는 3.9m, 높이는 3.9m, 폭 3.56m, 두께 19cm이다.

## 참고 문헌
- 이 문서에는 다음커뮤니케이션(현 카카오)에서 GFDL 또는 CC-SA 라이선스로 배포한 글로벌 세계대백과사전의 "《문경 조령 관문》" 항목을 기초로 작성된 글이 포함되어 있습니다.

## 같이 보기
- 문경새재

## 관련 자료
- 문경 조령 관문 (사적 제147호) - 국가유산청 국가유산포털
- 주흘산조령관문일원 (경상북도 기념물 제18호) - 국가유산청 국가유산포털